# Bråtagölen
Bråtagölen är en sjö i Vaggeryds kommun i Småland och ingår i Lagans huvudavrinningsområde. Sjön är 5,6 meter djup, har en yta på 0,031 kvadratkilometer och är belägen 213 meter över havet.